# Hermann Schläger

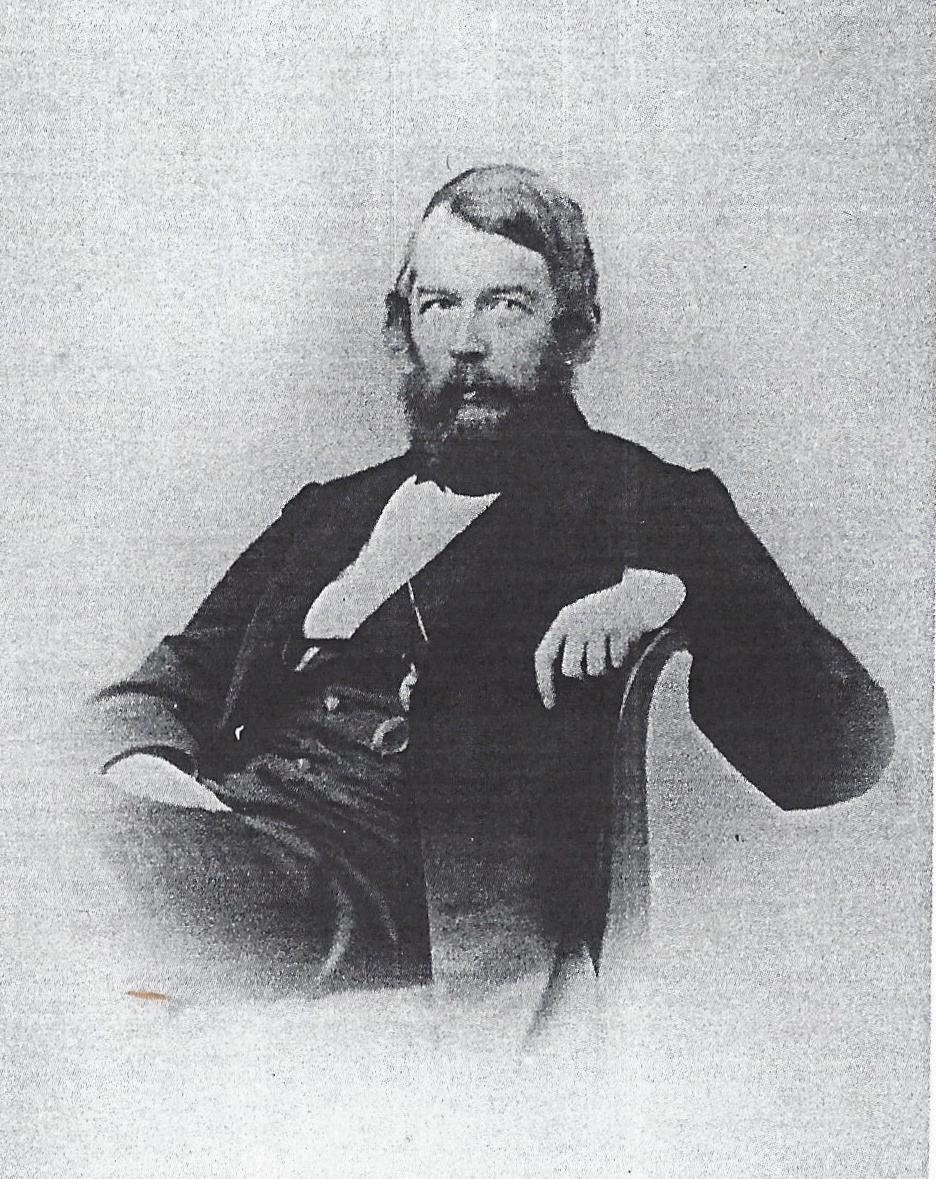
Hermann Schläger

Hermann Schläger (* 24. Mai 1820 in Lauterberg im Harz; † 29. November 1889 in Hannover) war ein deutscher Parlamentarier im Königreich Hannover und in der Provinz Hannover.

## Leben
Als ältester Sohn von Franz Georg Ferdinand Schläger und der Katharina M., geb. Röhling, hatte Schläger 12 Geschwister, von denen zwei Brüder und zwei Schwestern beim Tod des Vaters (1869) noch lebten. Einer seiner Brüder, August, wurde österreichischer Konsul auf der westindischen Insel Saint Thomas, ein anderer, Eduard, emigrierte nach der Revolution von 1848/49 in die USA, von wo er 1871 zurückkehrte, und wurde Publizist.
Schläger studierte nach dem Besuch des Progymnasiums in Hameln, des Pädagogiums in Ilfeld und des Andreanums in Hildesheim Staatswissenschaft und Volkswirtschaftslehre an der Ruprecht-Karls-Universität Heidelberg und ab November 1842 an der Georg-August-Universität Göttingen. Während seines Studiums wurde er Mitglied der Göttinger Landsmannschaft Visurgia und 1843 der Frisia. Er wurde zum Dr. phil. promoviert. Nach seinem Studium reiste er ausgiebig. Er ließ sich in Hannover nieder, wo er am 15. Oktober 1847 die Bürgerrechte erwarb und die Witwe eines Tabakfabrikanten heiratete.
1848 wurde er zum Bürgervorsteher erwählt. Er machte sich, wie sein Vater, verdient um die Entwicklung des Mädchenschulwesens. 1848 rief er die Morgenzeitung und Vaterlandsblätter ins Leben, die im Folgejahr in der Zeitung für Norddeutschland aufgingen. 1849–1856 war er Mitglied der Zweiten Kammer der Ständeversammlung des Königreichs Hannover.
Nach einem Besuch des Zoos Frankfurt regte er ab 1859 und auf einem Vortrag am 15. November 1860 vor der Naturhistorischen Gesellschaft Hannover die Gründung des Zoologischen Gartens Hannover an. Unterstützt wurde er dabei von Georg Egestorff, der selbst an der Ihme einen kleinen Vogelzoo unterhielt. Da für die Haltung wilder Tiere hohe Kosten kalkuliert wurden, wurde 1863 eine Aktiengesellschaft gegründet, der schon bald einige Tiere, wie zwei Bären durch König Georg V. geschenkt wurden, so dass sie zunächst im Garten des Neuen Hauses am Emmichpatz ein Provisorium einrichten mussten. Dort wurden sie von Johann Georg Heinrich Egestorff (1835–1882) betreut. Als Kunstgärtner hielt er selbst eine öffentlich zugängliche Vogelsammlung. Am 4. Mai 1865 konnte der von Wilhelm Lüer gestaltete Zoo eröffnet werden. Schläger wurde Mitglied und 1882 Vorsitzender des Verwaltungsrats. Die angestrebte Bedeutung als naturkundliche Bildungseinrichtung trat bald in den Hintergrund. Egestorff, der sich wohl eine Anstellung am Zoo erhofft hatte, eröffnete 1867 in der hannoverschen Hinüberstraße das erste eigenständig betriebene Aquarium Deutschlands. Es war von Wilhelm Lüer im Grottenstil entworfen worden und bestand bis 1885.
Schläger engagierte sich für die Erhebung der Tierarzneischule Hannover zur Hochschule und für den Bau der Kunstgewerbeschule. 1864 wurde Schläger zum ehrenamtlichen Senator erwählt. Von 1867 bis 1888 war er für die Nationalliberalen Mitglied des Preußischen Abgeordnetenhauses, in dem er den Wahlkreis Fallingbostel vertrat. Von 1867 bis 1870 saß er im Reichstag (Norddeutscher Bund). Bei der Reichstagswahl 1881 kam er für den Reichstagswahlkreis Regierungsbezirk Kassel 1 in den Reichstag (Deutsches Kaiserreich). Mit 69 Jahren gestorben, wurde er auf dem Stadtfriedhof Engesohde beigesetzt. 